# Matsumuratettix hiroglyphicus
Matsumuratettix hiroglyphicus är en insektsart som beskrevs av Matsumura 1914. Matsumuratettix hiroglyphicus ingår i släktet Matsumuratettix och familjen dvärgstritar. Inga underarter finns listade i Catalogue of Life.